# Соколовський Євген Володимирович
Євген Володимирович Соколовський (нар. 7 листопада 1978; Одеса, УРСР) — український автогонщик, підприємець та керівник спортивної команди.
Соколовський є власником і менеджером команди MotoGP/IDM Vector Racing, яка виграла Internationale Deutsche Motorradmeisterschaft у 2011 році у класі 600cc Supersport. Він їздив у власній команді «Vector 24-7 GP Racing» до 2012 року. Після перерви, в 2018 році перейшов на гоночні автомобільні гонки і в 2020 році розпочав участь у NASCAR Whelen Euro Series.

## Біографія
Народився 7 листопада 1978 року в Одесі. Євгеній дуже рано прийшов у автоспорт через свого батька, українського гонщика ралі Володимира Соколовського, і стартував у юніорських гонках у віці 8 років.
У 2000 році закінчив Одеський національний економічний університет та здобув ступінь магістра у галузі IT технологій.

## Кар'єра гонщика

### Мотогонки
З 2003 по 2009 рік Євген Соколовський їздив у Supersport 600 у національних чемпіонатах Росії та України.
З 2009 по 2011 рік він виступав у німецькому Кубку Yamaha R6. У 2011 році були додані місії в WorldSBK та в чемпіонаті Німеччини з кільцевих гонок DMV. Під час фінальної гонки IDM у 2011 році на Хоккенхаймрінгу він потрапив у серйозну аварію.
У сезоні 2012 року він знову стартував у IDM Suppersport та WorldSBK UEM Coppa dei Due Paesi Trophy, але в кінці сезону закінчив свою двоколісну кар'єру.

### Автогонки
Після перерви в гоночній кар'єрі, Євген Соколовський перейшов на гоночні автомобільні гонки в 2018 році. Він увійшов до європейської овальної гоночної серії LMV8 (Late Model V8) і домігся другого місця в класі ASCAR у своєму дебютному році.
У 2019 році він перейшов на новий автомобіль класу LMV8-NASCAR і зумів покращитись після звикання. У фінальній гонці Соколовський потрапив у швидкісну аварію, однак був витягнутий з автомобіля неушкодженим.
У 2020 році Євген Соколовський стартує за Marko Stipp Motorsport у класі EuroNASCAR Pro серії NASCAR Whelen Euro Series та в Challenger Trophy.
Через пандемію коронавірусу в березні 2020 року перегони NASCAR Whelen Euro Series були припинені, однак була створена кіберспортивна серія EuroNASCAR Esports Series. Результати віртуальної серії також матимуть вплив на реальний чемпіонат. Євген Соколовський також стартує в чемпіонаті з кіберспорту зі своєю командою Marko Stipp Motorsport.

## Менеджер та власник команди
Як власник команди, Соколовський очолював мотоциклічну команду Vector Racing разом із менеджером команди Андрієм Гавриловим.
З 2001 року команда брала участь у різних чемпіонатах, аж до гонок чемпіонатів Європи та світу. У 2006 році команда тоді увійшла до світового чемпіонату світу з мотоциклів SBK. У 2008 році Володимир Іванов посів 2-е місце у супермаркеті IDM на Yamaha YZF-R6.
У 2009 році Vector Racing розпочав свій сезон з Володимиром Івановим у MotoGP до 250 куб. см, а в 2010 році додатково стартував у новоствореному класі Moto-2.
У сезоні 2011 року Vector Racing повернулася до IDM і виграла Міжнародний чемпіонат Німеччини з мотоциклів (IDM) з водієм Єско Гюнтером у класі Supersport.
Після успішного сезону 2011 року команда Vector Racing вирішила запустити дві команди, кожна з двома гонщиками, на 2012 рік у IDM Supersport: Vector Bily KM Racing та Vector 24-7 GP Racing. Однак команда більше не могла повернутись до успіхів попередніх років.

## Особисте життя
Євген Соколовський одружений і живе в Дюссельдорфі, Німеччина.